# 錫弗湖 (堪薩斯州)
錫弗湖（英語：Silver Lake）是一個位於美國堪薩斯州肖尼縣的城市。

## 地方資料
根據2020年美國人口普查的數據，錫弗湖的面積為1.52平方千米，當中陸地面積為1.45平方千米，而水域面積為0.07平方千米。當地共有人口1345人，而人口密度為每平方千米884.87人。